# Antônio Benedito da Silva
Antônio Benedito da Silva, meglio noto come Toninho (Campinas, 23 marzo 1965), è un ex calciatore brasiliano, di ruolo attaccante.

## Palmarès

### Club
- Japan Soccer League: 1

Yomiuri: 1991-1992

### Individuale
- Capocannoniere della Japan Soccer League: 1

1991-1992 (18 gol)